# O Casamento do Meu Melhor Amigo
My Best Friend's Wedding (bra/prt: O Casamento do Meu Melhor Amigo) é um filme estadunidense de 1997, do gênero comédia romântica, dirigido por P. J. Hogan, com roteiro de Ronald Bass. O filme é estrelado por Julia Roberts, Dermot Mulroney, Cameron Diaz e Rupert Everett. A trama segue Julianne, uma crítica de restaurantes, em sua tentativa de conquistar seu amigo Michael, pois quando eram jovens haviam combinado que quando fizessem 28 anos de idade, casariam-se caso estivessem ainda solteiros. Ao receber um telefonema de Michael, às vésperas da fatídica data, anunciando o seu casamento, Julianne percebe, tarde demais, que sempre foi apaixonada pelo amigo. Ela é então convidada por ele para ser madrinha de seu casamento com a bela Kimberly, e aceita somente para atrapalhar e tentar desfazer esse romance.
A protagonista Julianne foi oferecida a Sarah Jessica Parker, mas, por causa da série Sex and the City que ela havia acabado de assinar contrato, acabou por recusar o convite. Edward Burns rejeitou o papel de Michael. Drew Barrymore e Laura Dern foram consideradas para serem Kimberly, que ficou com Cameron Diaz após a mesma ser indicada por Julia Roberts.
O filme foi gravado em Chicago no verão de 1996. A cena na qual Kimberly atira o buquê não foi filmada em estúdio, mas em uma locação real, Cuneo Museum and Gardens, em Vernon Hills, Illinois. A equipe de filmagem removeu o grande carpete do chão e o guardou em algum lugar e a equipe do museu levou vários meses para encontrá-lo novamente. Existe uma versão diferente da cena final. Nela, Julianne não dança com George. Exibições testes rejeitaram veementemente esse final alternativo. O filme também deveria terminar com Julianne dançado com um novo homem no casamento, interpretado por John Corbett, porém o personagem não ganhou a simpatia da audiência nos testes e foi removido.
O filme recebeu críticas positivas dos críticos e foi um sucesso global de bilheteria, com um orçamento de US$ 38 milhões de dólares e uma arrecadação de quase US$ 300 milhões de dólares pelo mundo, O Casamento do Meu Melhor Amigo tornou-se um dos 10 filmes mais bem-sucedidos de 1997. A música da trilha sonora "I Say a Little Prayer (For You)" foi feita pela cantora Diana King e apareceu constantemente no filme, tornando-se um hit da Billboard Hot 100. A trilha sonora contou com várias músicas de Burt Bacharach/Hal David. Em 2015, Hollywood Reporter informou que a rede ABC pretendia produzir uma sitcom baseada no filme, o roteiro seria de Ronald Bass e Jerry Zucker como produtor. A comédia seria produzida pela Sony Pictures Television e pela Happy Madison.
Em fevereiro de 2019, o elenco se reuniu para a realização da capa da revista norte-americana Entertainment Weekly, trazendo uma entrevista com detalhes nostálgicos do icônico filme.

## Sinopse
Julianne Potter (Julia Roberts), uma crítica de restaurantes de 27 anos de Nova York, recebe um telefonema de seu amigo Michael O'Neal (Dermot Mulroney). Na faculdade, os dois fizeram um acordo de que, se nenhum deles estivesse casado quando completassem 28 anos, eles se casariam um com o outro. Três semanas antes de seu aniversário de 28 anos, Michael diz a ela que em quatro dias, ele se casará com Kimmy Wallace (Cameron Diaz), uma estudante de 20 anos da Universidade de Chicago de uma família rica.
Julianne está desapontada que Michael vai se casar com alguém que ela percebe como sendo tão errada para ele, e alguém que ele conhece por tão pouco tempo. Ela percebe que está apaixonada por Michael e vai para Chicago, com a intenção de sabotar seu casamento. Logo depois de chegar, ela conhece Kimmy, que lhe pede para ser a dama de honra. Isso desencadeia uma subtrama em que Julianne deve fingir ser a dama de honra, enquanto esquematiza maneiras de impedir que o casamento aconteça. Ao experimentar vestidos, Michael vê Julianne de calcinha enquanto diz a ela que ela está ótima, deixando-a pensar que ela ainda tem uma chance de recuperá-lo. Ela também se envolve em sabotagem mesquinha - por exemplo, levando Kimmy e Michael para um bar com karaokê depois de descobrir que Kimmy é uma cantora terrível.
Quando essas táticas fracassam, Julianne pede a ajuda de seu amigo George (Rupert Everett) para ajudá-la a romper com Michael e Kimmy. George voa para Chicago para encontrar Julianne e a convence a fazer o óbvio: diga a Michael que ela está apaixonada por ele. Enquanto em uma alfaiataria, George convence Julianne a contar a Michael seus verdadeiros sentimentos antes que seja tarde demais. Enquanto ela finalmente tem a chance de dizer a ele, ela fica nervosa e rapidamente diz a ele que ela está noiva de George para deixá-lo com ciúmes. Sem palavras, Michael fica chocado ao ver Julianne com alguém além dele.
Como Julianne não disse a verdade, George tenta voltar para ela envergonhando-a. Na corrida de táxi até a igreja, ele se aconchega a Julianne para deixá-la desconfortável na frente de Michael. No jantar, ele também decide envergonhar Julianne contando a todos uma história exagerada de como eles hipoteticamente se tornaram um casal, e canta “I Say a Little Prayer” enquanto o restaurante inteiro se junta.
Depois que George sai para pegar o vôo de volta para casa, Julianne diz a Michael a verdade sobre ela e George não estarem juntos, e Michael admite estar com ciúmes, pensando que eles estavam realmente noivos.
Como será sua última oportunidade de passar algum tempo juntos antes de sua nova vida como homem casado, Michael faz com que Julianne faça um passeio de barco com ele. Ele expressa algum ceticismo sobre se casar com Kimmy, explicando que ele e Kimmy não compartilham uma música especial como ele e Julianne fazem. Michael discretamente dá a Julianne o convite para dizer que ela está apaixonada por ele, mas ela deixa passar a oportunidade. Michael começa a cantar a música “The Way You Look Tonight” em seu ouvido enquanto ele agarra Julianne e a segura enquanto dançam pela última vez.
Como a data do casamento está se aproximando, Julianne fica mais desesperada para ganhar Michael. Ela usa a conta de e-mail do pai de Kimmy para forjar uma mensagem falsa ao chefe de Michael, e escolhe guardá-la para depois, em vez de excluí-la—assim ele dará a Kimmy a oportunidade de continuar com a escola e fazer com que Michael queira deixar Kimmy se ele não puder ter o emprego dos seus sonhos.
Percebendo que o pai de Kimmy enviou todos os seus e-mails, incluindo o falso que Julianne escreveu, ela obriga Michael a voltar ao seu trabalho para que ela possa receber a carta antes que ele a encontre. Como o lugar estava fechado, Julianne e Michael voltam para o hotel. Infelizmente, Michael já recebeu a carta e provoca um grande ataque, cancelando o casamento, deixando também Julianne sozinha enquanto ele caminha.
Na manhã seguinte, no dia do casamento, Julianne tenta sabotar mais a situação; como Michael e Kimmy não estão falando um com o outro, eles se comunicam através de Julianne, não percebendo que ela está tentando manipulá-los a se separarem para sempre. Apesar disso, Michael e Kimmy decidem que se amam e querem se casar depois de tudo. Deixando Julianne para se sentir vulnerável, ela e Michael, em seguida, dão um passeio durante o qual ela finalmente confessa seu amor para ele. Ela pede que ele se case com ela e o beija apaixonadamente. Kimmy testemunha isso e foge, mas Michael a persegue enquanto Julianne persegue Michael.
Como Julianne está correndo atrás de Michael em um caminhão, ela chama freneticamente George explicando a situação, e George deixa claro para ela que Kimmy é a única que Michael ama porque ele está atrás dela e não de Julianne. Julianne encontra Michael em Chicago Union Station, onde ele está procurando por Kimmy, e confessa tudo para ele. Apesar de sua raiva e de sua decepção, Michael perdoa Julianne, e eles se separaram para procurar Kimmy. Julianne, em seguida, rastreia Kimmy no banheiro do Comiskey Park (a família de Kimmy tem uma caixa de visualização privada no estádio). Kimmy, justamente furiosa com Julianne, confronta-a, enquanto as outras mulheres assistem, imediatamente tomando partido de Kimmy e estão enojadas com as táticas sujas de Julianne. Julianne, no entanto, pede desculpas e explica a Kimmy que ela beijou Michael inesperadamente, mas ele não a beijou de volta porque ele estava apaixonado por Kimmy. Julianne declara que Kimmy venceu e que ela aceita a decisão de Michael. Kimmy e Julianne se reconciliam enquanto as testemunhas aplaudem.
Após o casamento, na recepção, Julianne faz um discurso como a "melhor mulher" de Michael e diz a ele que ele e Kimmy podem usar sua música especial até encontrarem um deles, essencialmente agindo como uma verdadeiro melhor amiga. Julianne os deseja bem, e ela e Michael compartilham suas despedidas, ambos finalmente seguindo em frente com suas vidas. Mais tarde, Julianne é surpreendida por George ao aparecer na recepção do casamento. O filme termina com os dois felizes compartilhando uma dança juntos.

## Elenco
- Julia Roberts como Julianne Potter, uma crítica gastronômica de 27 anos que percebe que está apaixonada por seu melhor amigo Michael e tenta reconquistá-lo depois que ele decide se casar com outra pessoa.
- Dermot Mulroney como Michael O'Neal, melhor amigo de Julianne e um jornalista esportivo que está noivo de Kimmy Wallace.
- Cameron Diaz como Kimberly "Kimmy" Wallace, noiva de Michael, que vem de uma família abastada.
- Rupert Everett como George Downes, amigo gay de Julianne, editor que finge estar noivo de Julianne para deixar Michael com ciúmes.
- Philip Bosco como Walter Wallace, marido de Isabelle, pai de Kimmy e futuro sogro de Michael. Ele é um rico empresário que é dono do time de beisebol Chicago White Sox.
- M. Emmet Walsh como Joe O'Neal, pai de Michael e Scotty O'Neal e futuro sogro de Kimmy. Ele sugeriu que Julianne fosse o padrinho de Michael, mas teve que ir com Scotty.
- Rachel Griffiths como Samantha Newhouse, irmã gêmea de Mandy e uma das damas de honra de Kimmy.
- Carrie Preston como Mandy Newhouse, irmã gêmea de Samantha e uma das damas de honra de Kimmy.
- Susan Sullivan como Isabelle Wallace, esposa de Walter, mãe de Kimmy e futura sogra de Michael.
- Christopher Masterson como Scotty O'Neal, filho mais novo de Joe e irmão mais novo de Michael e futuro cunhado de Kimmy. Ele serve como padrinho de seu irmão em seu casamento.
- Paul Giamatti como Richard, um mensageiro que encontra Julianne em um corredor do hotel.

## Recepção
No site agregador de críticas Rotten Tomatoes, 71% das 56 resenhas dos críticos são positivas. O consenso diz: "Graças a um desempenho encantador de Julia Roberts e um giro subversivo no gênero (...) é uma comédia romântica agradável e divertida."

## Trilha Sonora
- 01 - I Say a Little Prayer - Diana King
- 02 - Wishin' and Hopin' - Ani DiFranco
- 03 - You Don't Know Me - Jann Arden
- 04 - Tell Him - The Exciters
- 05 - I Just Don't Know What to Do With Myself - Nicky Holland
- 06 - I'll Be Okay - Amanda Marshall
- 07 - The Way You Look Tonight - Tony Bennett
- 08 - What the World Needs Now is Love - Jackie DeShannon
- 09 - I'll Never Fall in Love Again - Mary Chapin Carpenter
- 10 - Always You - Sophie Zelmani
- 11 - If You Wanna Be Happy - Jimmy Soul
- 12 - I Say a Little Prayer - Elenco de "My Best Friend's Wedding"
- 13 - Suite from "My Best Friend's Wedding" - James Newton Howard

## Principais prêmios e indicações
- Recebeu uma indicação ao Oscar, na categoria de melhor trilha sonora.
- Recebeu três indicações ao Globo de Ouro, nas categorias de melhor filme - comédia / musical, melhor atriz - comédia / musical (Julia Roberts) e melhor ator coadjuvante (Rupert Everett).

## Remakes
Um remake de Bollywood com o nome Mere yaar ki Shaadi hai foi lançado em 7 de junho de 2002. Um remake chinês de mesmo nome, 我最好朋友的婚礼, protagonizado por Shu Qi foi lançado na China em 5 de agosto de 2016. Outro remake, La boda de mi mejor amigo, protagonizado por Ana Serradilla foi lançado no México em 14 de fevereiro de 2019.